# Władimir Walik
Władimir Siemionowicz Walik (ros. Владимир Семёнович Валик, ur. 3 sierpnia?/15 sierpnia 1899 w Kijowie, zm. 17 czerwca 1939) – funkcjonariusz radzieckich służb specjalnych, major bezpieczeństwa państwowego.

## Życiorys
Należał do RKP(b), 1928-1929 był szefem Wydziału Tajnego Pełnomocnego Przedstawicielstwa OGPU na Dalekim Wschodzie, a od grudnia 1929 do lutego 1930 szefem czytyjskiego sektora operacyjnego GPU. Później był szefem Zarządu Tajno-Politycznego PP OGPU w Kraju Północnym i do 1934 szefem Wydziału Politycznego PP OGPU Kraju Północnego, a 1934-1935 konsulem generalnym Misji ZSRR na Łotwie. W 1936 został pomocnikiem szefa Zarządu NKWD obwodu zachodniego, od stycznia 1937 do września 1938 był zastępcą szefa Zarządu NKWD obwodu orłowskiego, 20 stycznia 1937 otrzymał stopień majora bezpieczeństwa państwowego, od września 1938 do stycznia 1939 był szefem Poprawczego Obozu Pracy i Budownictwa NKWD w Norylsku. W 1928 został odznaczony Orderem Czerwonego Sztandaru.
1 stycznia 1939 został aresztowany, następnie skazany na śmierć i rozstrzelany.